# Вимнянська сільська рада
55°15′32″ пн. ш. 30°36′10″ сх. д. / 55.25889° пн. ш. 30.60278° сх. д.
Вимня́нська сільська́ ра́да (біл. Вымня́нскі сельсавет) — адміністративно-територіальна одиниця у складі Вітебського району, Вітебської області Білорусі. Адміністративний центр сільської ради — агромістечко Вимне.

## Розташування
Вимнянська сільська рада розташована на півночі Білорусі, на сході Вітебської області, на схід — північний схід від обласного та районного центру Вітебськ.
Найбільша річка, яка протікає територією сільради, із півдня на півдніч — Вимнянка (38 км), ліва притока Касплі (басейн Західної Двіни). Найбільше озеро, яке розташоване на її території — Вимне (2,1 км²).

## Історія
22 січня 1963 року сільська рада увійшла до складу Ліозненського району, Вітебської області. 2 серпня 1966 року сільрада була виведена із складу Ліозненського району і приєднана до Вітебського району, Вітебської області.

## Склад сільської ради
До складу Вимнянської сільської ради входить 22 населених пункти:
| - Вимне — агромістечко. - Астрейкове — село. - Большухи — село. - Войтове — село. - Виставка — село. - Желяї — село. - Князі — село. - Котове — село. - Червона Іскра — село. - Латигове — село. - Лебартове — село. | - Малижене — село. - Манулки — село. - Михайлове — село. - Мишутки — село. - Привільна — село. - Рибаки — село. - Сокольники — село. - Тадулино — село. - Філіпкове — село. - Фокино — село. - Юрченки — село. |